# Roy Rogers (Gitarrist)

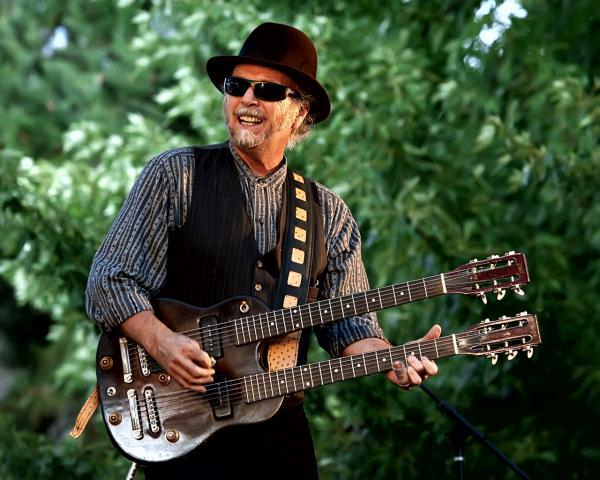
Roy Rogers mit Gitarre

Roy Rogers (* 28. Juli 1950 in Redding, Kalifornien) ist ein US-amerikanischer Gitarrist und Musikproduzent.